# Micro Cuts
«Micro Cuts» es el séptimo tema del álbum de estudio Origin of Symmetry de la banda británica Muse. Es una mezcla de melodías barrocas, altas voces agudas y metal. Matthew Bellamy usa voz de falsete en G5 durante el coro y voces Ab5 decreciente hacia el final. Matt ha dicho que la canción fue inspirada por un sueño que tuvo en el que estaba en el desierto y había aspas gigantes balanceándose en el cielo. En "Micro Cuts" se ha especulado que se han inspirado en Preludio Nº 3 en do menor (BWV999) del Johann Sebastian Bach. Matthew Bellamy define «Micro Cuts» así: "Trata de alucinaciones que tuve de cuchillas triangulares que me cortaban la parte posterior de la cabeza. Es una sensación de que hay información que se está infiltrando en tu cerebro. He visto un programa de televisión sobre la guerra psicológica y la forma en que el gobierno podría estar controlándonos a través de algún tipo de radiación que envía impulsos a nuestros cerebros. Así que "micro cuts" son cortes en tu ser que no puedes ver o evitar".

## Composición
«Micro Cuts» es una canción de metal, con elementos de la música barroca. Está escrito en Re menor, y se mueve a un ritmo muy rápido de 160 bpm. La signatura del tiempo cambia con frecuencia entre 4/4 y 6/4.
El rango vocal de Bellamy se extiende desde D4 a A ♭ 5, y comparte su nota más alta registrada con "Showbiz". Al igual que en "Supermassive Black Hole", Bellamy canta la canción entera en falsete, incluso en las notas más bajas donde el falsete es difícil de mantener. Su tono de voz es muy diferente en ambas canciones, desafiando la creencia común de que el registro de falsete es limitada en la variación tonal.

## Directos
En las giras de 2001 y 2002 era una canción que tocaban relativamente en todos sus conciertos. La primera vez que "Micro Cuts" fue tocada en vivo, se cantó con letra distinta. Las primeras versiones en vivo ofreció un outro extendido que incluyó partes de la "Execution Commentary", así como letras adicionales.
Las voces que descienden hacia el final de la canción se han jugado intermitentemente a través del tiempo. A principios de 2001, no se cantaba, y después de 2002, se empezó a cantar pero no por lo general. En la segunda mitad de la gira de 2005, la sección de post-final-coro fue utilizado como un outro de "Stockholm Syndrome" en al menos dos ocasiones. "Micro Cuts" tuvo un regreso durante la gira europea del 2007. La primera actuación de 2007 contó con una gran guitarra limpia (sin efectos), mientras que más actuaciones cuentan con un "nuevo efecto", que imita a la estratificación en la grabación del álbum. 
Tocado muy de vez en cuando durante la gira de Absolution y Black Holes and Revelations. Curiosamente aparece tocada en vivo en los álbumes en vivo Hullabaloo Soundtrack y HAARP. En el año 2013 en la gira The 2nd Law Tour, es tocada en Montreal debido a que la "Ruleta" cae en su plaza verde y Matt le pregunta a un fan que canción desea y este le responde "Micro Cuts".
- Datos: Q6013143